# Mary Moseand
Mary Moseand er en tegneseriefigur i Walt Disneys Anders And-univers. Mary Moseand er skabt af den italienske tegner Romano Scarpa, og er en af de gennemgående figurer i Romano Scarpas historier. Mary Moseand optræder første gang på dansk i Jumbobog nr. 3 Anders And i knibe... under navnet Feodora, men har siden gået under navnet Mary Moseand. Mary Moseand er meget interesseret i Joakim von And som hun prøver at overtale til at indgå ægteskab med hende. Det er også næsten lykkedes, i Jumbobogen Ænder og Dæmoner.